# Expedition 68
Expedition 68 è stata la 68ª missione di lunga durata verso la Stazione spaziale internazionale che iniziò il 29 settembre 2022 e si concluse il 28 marzo 2023. L'equipaggio era composto per i primi dieci giorni dai membri della SpaceX Crew-4 e della Sojuz MS-22, e per i restanti sei mesi da quelli della Sojuz MS-22 e SpaceX Crew-5. La prima parte della missione è stata comandata dall'astronauta italiana Samantha Cristoforetti che poco prima del suo ritorno sulla Terra cedette il comando al cosmonauta Sergej Prokop'ev. 

## Equipaggio
|        | Astronauta                               | 29 set - 6 ott 2022 | 6 ott - 14 ott 2022 | 14 ott 2022 - 3 mar 2023 | 3 mar - 11 mar 2023 | 11 mar - 28 mar 2023 |
| ------ | ---------------------------------------- | ------------------- | ------------------- | ------------------------ | ------------------- | -------------------- |
| Crew-4 | Samantha Cristoforetti, ESA Secondo volo | Comandante          | Comandante          | Non a bordo              | Non a bordo         | Non a bordo          |
| Crew-4 | Kjell Lindgren, NASA Secondo volo        | Ingegnere di volo   | Ingegnere di volo   | Non a bordo              | Non a bordo         | Non a bordo          |
| Crew-4 | Robert Hines, NASA Primo volo            | Ingegnere di volo   | Ingegnere di volo   | Non a bordo              | Non a bordo         | Non a bordo          |
| Crew-4 | Jessica Watkins, NASA Primo volo         | Ingegnere di volo   | Ingegnere di volo   | Non a bordo              | Non a bordo         | Non a bordo          |
| MS-22  | Sergej Prokop'ev, Roscosmos Secondo volo | Ingegnere di volo   | Ingegnere di volo   | Comandante               | Comandante          | Comandante           |
| MS-22  | Dmitrij Petelin, Roscosmos Primo volo    | Ingegnere di volo   | Ingegnere di volo   | Ingegnere di volo        | Ingegnere di volo   | Ingegnere di volo    |
| MS-22  | Francisco Rubio, NASA Primo volo         | Ingegnere di volo   | Ingegnere di volo   | Ingegnere di volo        | Ingegnere di volo   | Ingegnere di volo    |
| Crew-5 | Nicole Mann, NASA Primo volo             | Non a bordo         | Ingegnere di volo   | Ingegnere di volo        | Ingegnere di volo   | Non a bordo          |
| Crew-5 | Josh Cassada, NASA Primo volo            | Non a bordo         | Ingegnere di volo   | Ingegnere di volo        | Ingegnere di volo   | Non a bordo          |
| Crew-5 | Koichi Wakata, JAXA Quinto volo          | Non a bordo         | Ingegnere di volo   | Ingegnere di volo        | Ingegnere di volo   | Non a bordo          |
| Crew-5 | Anna Kikina, Roscosmos Primo volo        | Non a bordo         | Ingegnere di volo   | Ingegnere di volo        | Ingegnere di volo   | Non a bordo          |
| Crew-6 | Stephen Bowen, NASA Quarto volo          | Non a bordo         | Non a bordo         | Non a bordo              | Ingegnere di volo   | Ingegnere di volo    |
| Crew-6 | Warren Hoburg, NASA Primo volo           | Non a bordo         | Non a bordo         | Non a bordo              | Ingegnere di volo   | Ingegnere di volo    |
| Crew-6 | Sultan Al Neyadi, MBRSC Primo volo       | Non a bordo         | Non a bordo         | Non a bordo              | Ingegnere di volo   | Ingegnere di volo    |
| Crew-6 | Andrej Fedjaev, Roscosmos Primo volo     | Non a bordo         | Non a bordo         | Non a bordo              | Ingegnere di volo   | Ingegnere di volo    |

Le missioni spaziali Sojuz MS-22 e SpaceX Crew-5 sono le prime ad avere sia membri statunitensi che russi nei propri equipaggi dal ritiro dello Space Shuttle del 2011. Tra il 2011 e il 2020 l'unico veicolo spaziale in grado di trasportare astronauti sulla Stazione spaziale internazionale era il veicolo russo Sojuz; dal 2020, a seguito dell'entrata in servizio della Crew Dragon, si è ottenuta una ridondanza per il trasposto degli equipaggi sulla ISS. Nel 2023 anche il veicolo Starliner dovrebbe entrare in servizio, portando a tre i veicoli spaziali in grado di offrire questo servizio. Il 15 luglio 2022 Roscosmos ha acconsentito di far partecipare un proprio cosmonauta, Anna Kikina, alla missione Crew-5. Lo scambio di seggiolini comporta la presenza, a bordo di ogni veicolo, di astronauti e cosmonauti in grado di gestire entrambi i segmenti della Stazione spaziale internazionale. Sul veicolo Sojuz per il primo scambio ha viaggiato Francisco Rubio. Dei sette membri dell'equipaggio della seconda parte della missione, solo due, Prokop'ev e Wakata, hanno precedenti esperienze di voli spaziali.

## Eventi della missione

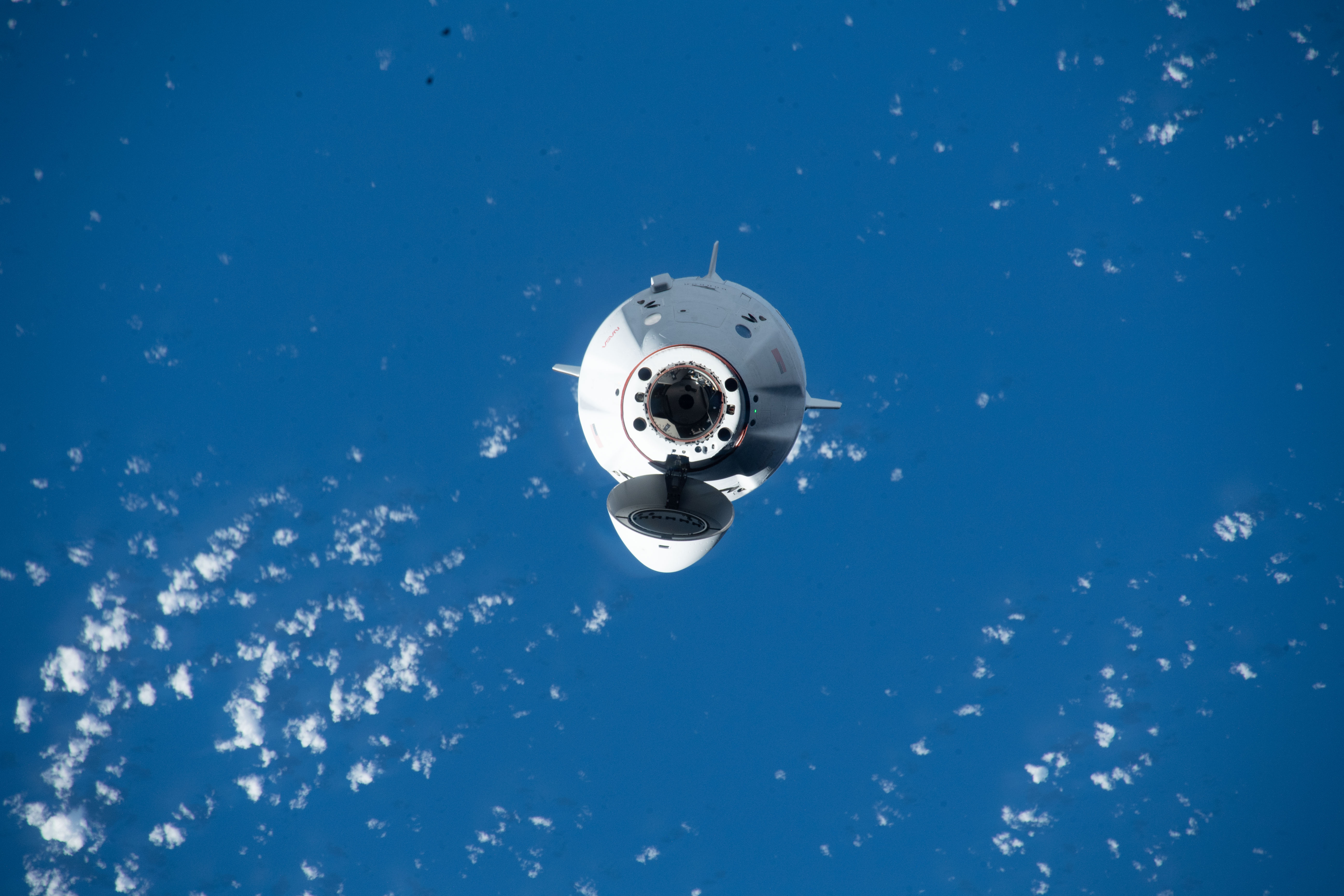
La Crew Dragon Endurance si avvicina alla ISS

### Lancio e docking della SpaceX Crew-5
Il veicolo Crew Dragon Endurance per la missione SpaceX Crew-5 con il comandante Nicole Mann, il pilota Josh Cassada e gli specialisti di missione Koichi Wakata e Anna Kikina venne lanciato dal Kennedy Space Center il 5 ottobre 2022. Per la prima volta dal 2002 un cosmonauta russo (Anna Kikina) partì con un veicolo spaziale statunitense a seguito di un accordo per lo scambio di seggiolini tra NASA e Roscosmos. Il veicolo eseguì un docking autonomatico al modulo Harmony della Stazione Spaziale Internazionale il giorno successivo dove rimase agganciato fino a marzo 2023.

### Cambio di comando Cristoforetti – Prokop'ev
Il 12 ottobre il comandante della prima parte dell'Expedition 68 Samantha Cristoforetti passò il comando della Stazione Spaziale Internazionale al cosmonauta Sergej Prokop'ev per i restanti cinque mesi dell'Expedition 68.

### Undocking della SpaceX Crew-4
L'equipaggio formato dal comandante Kjell Lindgren, il pilota Bob Hines e le specialiste di missione Samantha Cristoforetti e Jessica Watkins della missione SpaceX Crew-4 a bordo del veicolo Crew Dragon Freedom effettuarono un undocking con la ISS il 14 ottobre. Alcune ore dopo ammararono nell'Oceano Atlantico, al largo della costa della Florida, completando una missione di 170 giorni.

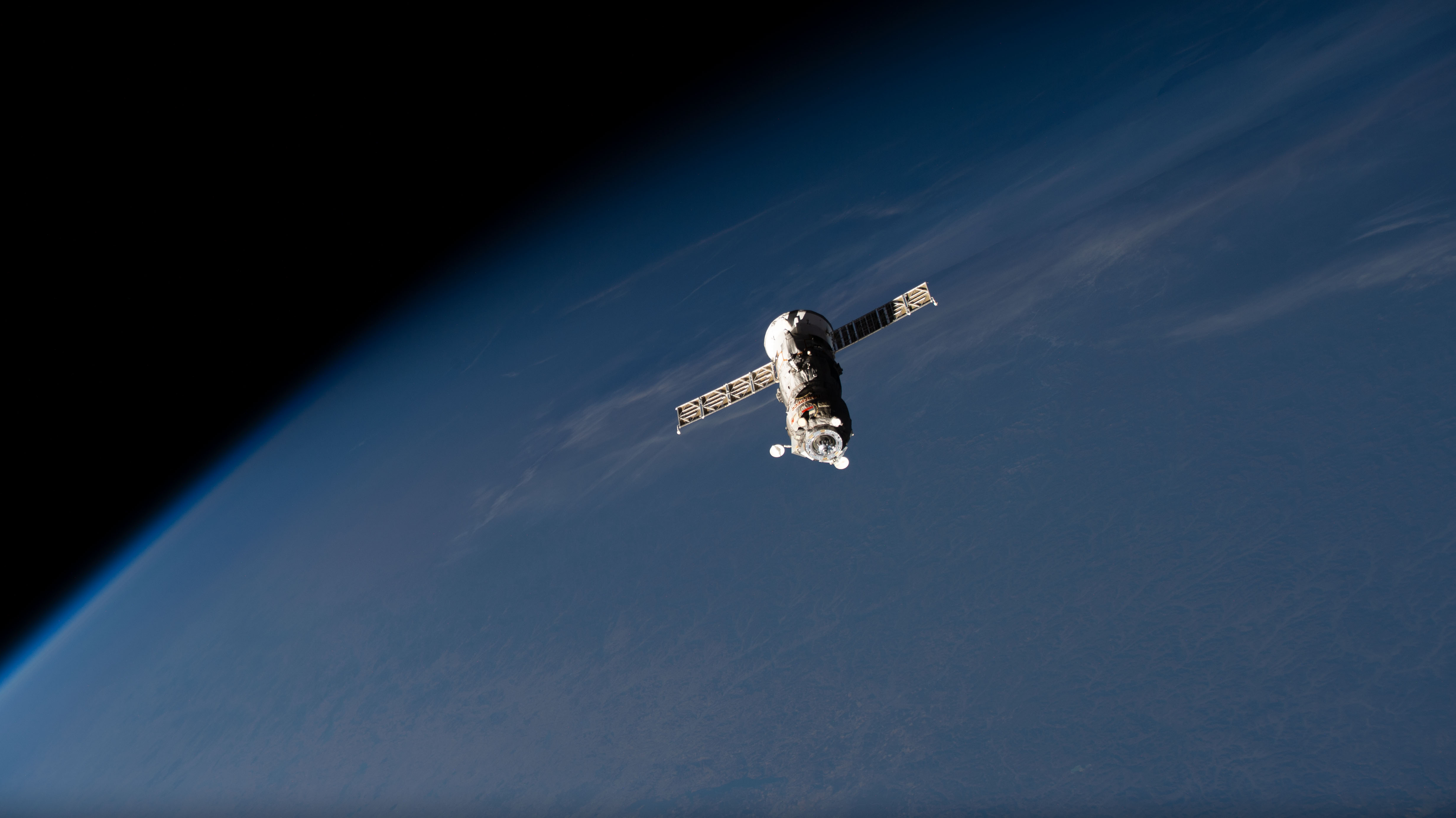
La Progress MS-19 si allontana dalla ISS a seguito dell'undocking

### Undocking della Progress MS-19
La Progress MS-19 effettuò un undocking autonomamente dalla Stazione Spaziale Internazionale il 23 ottobre dopo una permanenza in orbita di otto mesi. Il giorno successivo si distrusse al rientro in atmosfera terrestre insieme al suo carico di rifiuti sopra l'Oceano pacifico. Mentre era attraccata sulla ISS i propulsori della Progress vennero usati per le correzioni dell'orbita della ISS in vista dell'arrivo di veicoli spaziali.

### Primo PDAM della missione
Il 24 ottobre i propulsori della Progress MS-20 vennero accesi per cinque minuti e 5 secondi per eseguire un Pre-Determined Debris Avoidance Maneuver (PDAM), una correzione dell'orbita per aumentare la distanza tra il percorso previsto di un detrito spaziale del satellite russo Cosmos 1408 e la ISS. Senza l'esecuzione del PDAM la ISS sarebbe passata a poco meno di 5 km di distanza dal detrito.

### Lancio e docking della Progress MS-21
Il 26 ottobre venne lanciata la Progress MS-21 dal Cosmodromo di Bajkonur. Portava con sé un carico di 2500 kg da consegnare alla ISS tra cui 1360 kg di provviste e vestiario per l'equipaggio, hardware e esperimenti scientifici e i restanti 1200 kg carburante di rifornimento, acqua e azoto compresso. Il veicolo eseguì un docking automatico due giorni dopo al modulo Poisk del segmento russo.

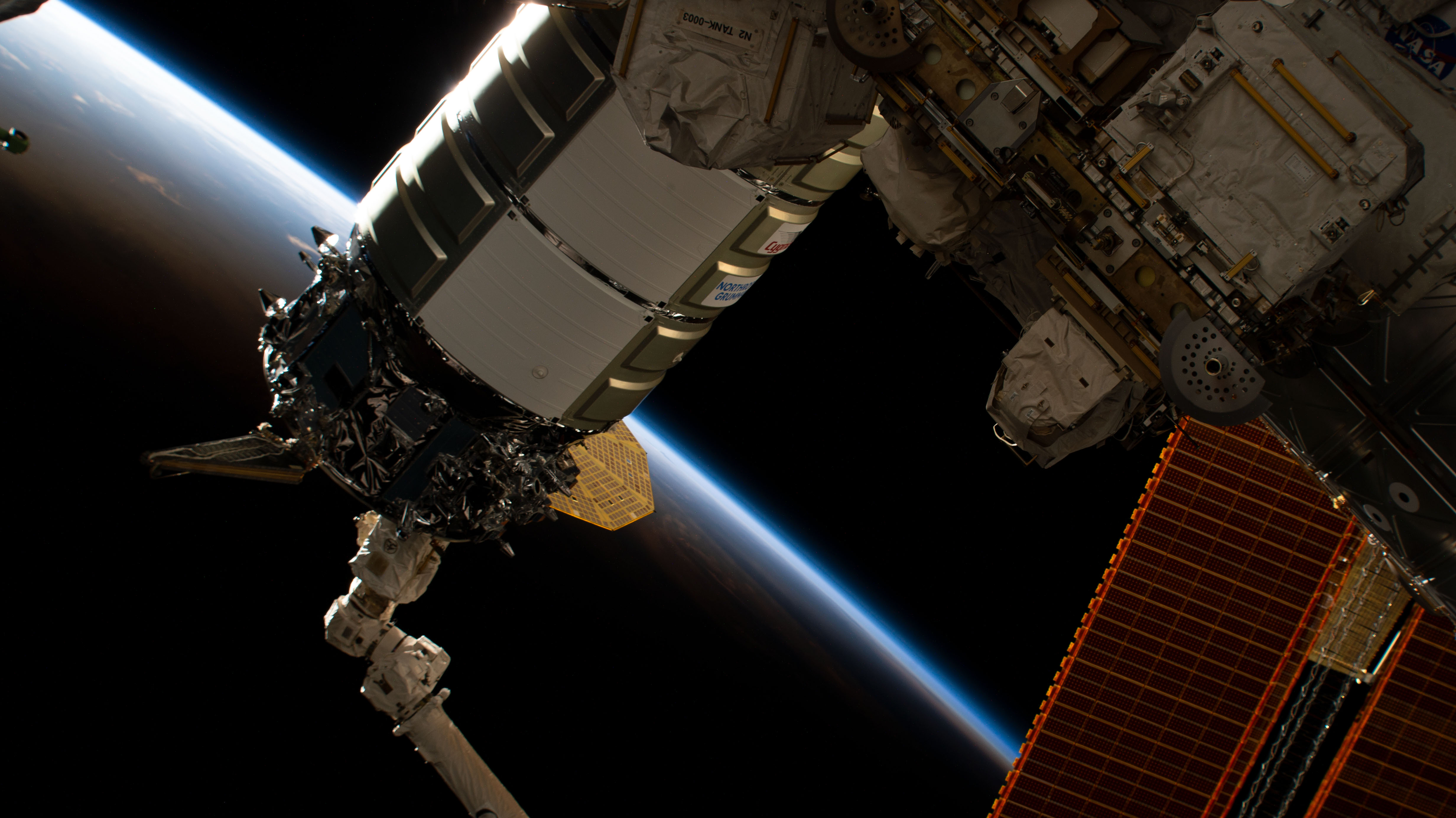
Berthing della Cygnus NG-18 al modulo Unity dai controllori di volo a Houston

### Lancio e berthing della Cygnus NG-18
Il veicolo di rifornimento Cygnus NG-18 della Northrop Grumman venne lanciato il 7 novembre dal Wallops Flight Facility della NASA, carico di 3720 kg di esperimenti, rifornimenti per l'equipaggio e hardware. Il veicolo era soprannominato S.S Sally Ride in onore della prima astronauta statunitense ad andare nello spazio. A seguito del lancio il veicolo spaziale avrebbe dovuto dispiegare i suoi due pannelli solari per ricevere dal sole l'alimentazione necessaria per il viaggio verso la ISS ma solo uno dei due si dispiegò. Il centro di controllo del veicolo Cygnus provò a mandare dei comandi al veicolo per forzare il dispiegamento del secondo pannello ma tutti i tentativi furono vani. Northrop Grumman e NASA decisero di interrompere i tentativi di dispiegare il pannello sostenendo che un solo pannello sarebbe bastato per il viaggio verso l'ISS e le procedure di avvicinamento, confermando l'arrivo alla ISS per due giorni dopo. Il 9 novembre la Cygnus raggiunse la ISS dove venne catturata con il Canadarm 2 dagli astronauti Mann e Cassada. Poco dopo venne effettuato un berthing al modulo Unity dal Centro di controllo missione di Houston.

### EVA 1 (USOS 81)
Gli astronauti Cassada (EV1, strisce rosse) e Rubio (EV2) svolsero un'attività extraveicolare (EVA) il 15 novembre. Durante oltre sette ore di EVA gli astronauti passarono i cavi sul canale di alimentazione 3A e iniziarono a installare una struttura sul canale di alimentazione 1B sulla quale verranno montati i nuovi pannelli solari International Space Station Rollout Solar Arrays (iROSA). Per mancanza di tempo vennero rinviate alcune attività, tra cui il passaggio dei cavi nel canale di alimentazione 1B, che saranno svolte in future EVA.

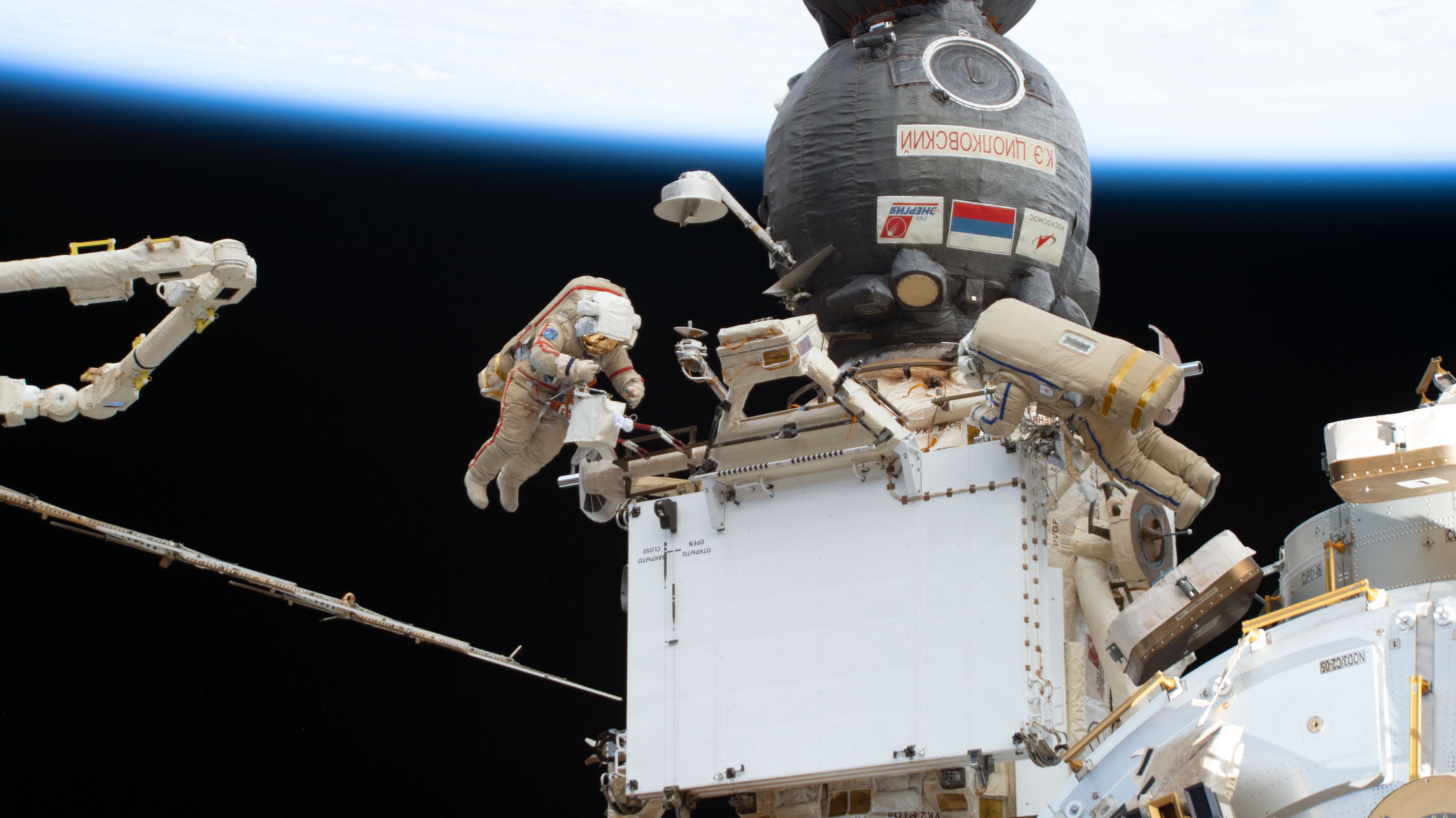
Sergej Prokop'ev (strisce rosse) e Dmitrij Petelin (strisce blu) svolgono un'attività extraveicolare (EVA) con le tute Orlan

### EVA 2 (VDK-54)
Il 17 novembre i cosmonauti Sergej Prokop'ev (EV1, strisce rosse) e Dmitrij Petelin (EV2, strisce blu) svolsero la prima EVA russa dell'Expedition 68. Lasciarono la ISS per preparare lo scambiatore di calore di raffreddamento in vista del suo spostamento dal modulo Rassvet al modulo Nauka, l'installazione del bloccaggio sul braccio meccanico Strela-2 e del dispositivo di fissaggio del carico ingombrante su Nauka. Da dentro la ISS la cosmonauta Kikina manovrò il braccio robotico ERA per aiutare i cosmonauti impegnati nell'EVA.

### Malfunzionamento al canale 1B del sistema elettrico
Il 23 novembre il Controllo Missione di Houston eseguì un cambiamento nell'instradamento dell'energia elettrica per saltare il canale 1B, uno degli otto canali (1A, 1B, 2A, 2B, 3A, 3B, 4A e 4B) di alimentazione della Stazione Spaziale Internazionale. Questo venne fatto in risposta a delle letture inaspettate e al funzionamento intermittente del canale nelle ore notturne. Dopo il malfunzionamento le batterie del canale non riuscirono più a ricaricarsi ai livelli previsti e i controllori di volo dovettero disattivare il canale 1B. Al posto del canale 1B venne usato il canale 1A per il caricamento delle batterie e il funzionamento dei sistemi che normalmente erano alimentati dall'1B.

### Lancio e docking della Dragon CRS-26
La successiva missione di rifornimento per la Stazione spaziale internazionale avvenne il 26 novembre con il veicolo Cargo Dragon per la missione SpaceX CRS-26. Il lancio inizialmente previsto per venne rinviato di alcuni giorni per il passaggio dell'uragano Nicole in prossimità del sito di lancio. Il veicolo consegnò 3528 kg di ricerca scientifica, hardware e provviste dell'equipaggio dell'Expedition 68 alla Stazione spaziale internazionale. Tra il carico arrivato si ricordano un paio di pannelli solari di nuova generazione ISS Roll Out Solar Arrays (iROSA) che sostituiranno i pannelli solari della ISS e gli esperimenti scientifici Veg-05, Moon Microscope, Extrusion e BioNutrients-2. Il veicolo eseguì un docking automatico il giorno successivo al modulo Harmony sotto la supervisione degli astronauti Mann e Cassada.

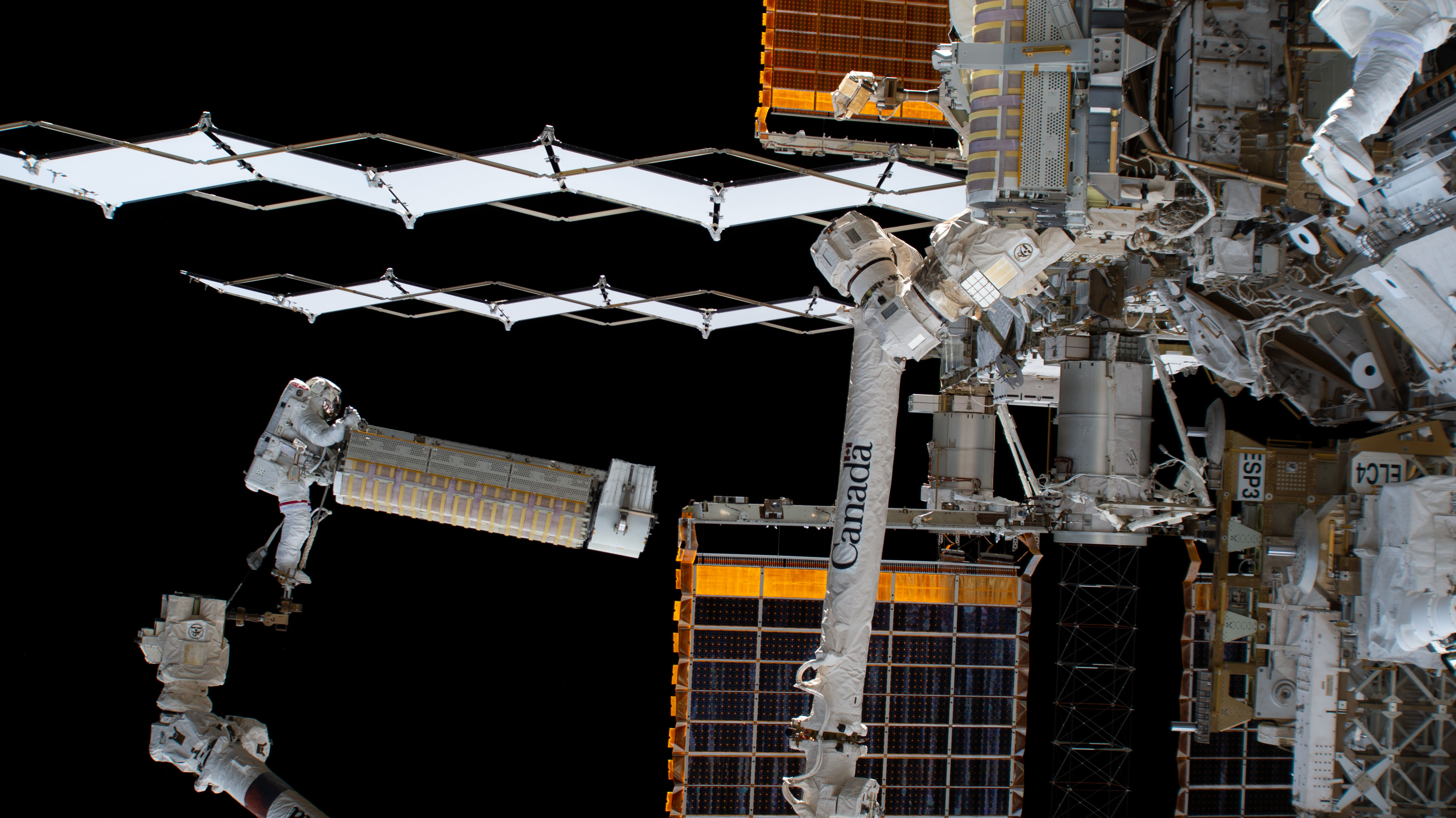
Josh Cassada agganciato al braccio robotico Canadarm2 mentre trasporta un pannello solare iROSA

### EVA 3 (USOS 82)
Cassada (EV1) e Rubio (EV2) uscirono nuovamente dalla ISS il 3 dicembre per installare una coppia di pannelli solari IROSA (ISS Rollout Solar Array) nel segmento S4 dell'ITS per il canale 3A e disconnettere un cavo per riattivare il canale 1B del sistema elettrico della ISS a seguito del malfunzionamento del 23 novembre. Isolando una sezione del pannello interessato che conteneva numerose stringhe danneggiate i controllori di volo riuscirono a ripristinare il 75% delle funzionalità del pannello e riottenendo la ridondanza del sistema elettrico.

### Perdita alla Sojuz MS-22
Il 15 dicembre 2022 alle 00:45 UTC, durante le operazioni di preparazione dell'attività extraveicolare russa VDK-55, il Centro di controllo missione di Roscosmos ricevette valori provenienti da diversi sensori di pressione nel circuito di raffreddamento esterno della Sojuz MS-22 più bassi di quelli nominali. I dati indicavano la presenza di una perdita di liquido del circuito causato probabilmente da un foro; l'espulsione del liquido proveniente dal modulo di servizio della Sojuz MS-22 venne osservato visivamente dai cosmonauti stessi poco dopo. La perdita di liquido continuò per alcune ore fino allo svuotamento del circuito. L'EVA russa venne rimandata a data da destinarsi e i cosmonauti si concentrarono nell'assistere il Centro di controllo per valutare la natura del liquido e i potenziali impatti sull'integrità della Sojuz. Inoltre, l'EVA non era ancora iniziata perciò il boccaporto dal quale sarebbero dovuti uscire i cosmonauti non era stato ancora aperto; questo permise di non  contaminare la zona abitabile della ISS o le tute Orlan del cosmonauti a causa del contatto con il liquido.
Intorno alle 04:35 UTC Anna Kikina manovrò il braccio robotico ERA per eseguire una prima valutazione visiva della locazione della perdita. Nel frattempo NASA e Roscosmos iniziarono a pianificare l'utilizzo del Canadarm2 nei giorni successivi per analizzare con maggiore precisione la posizione della perdita. Il compito del sistema termico e del refrigerante che passa lungo esso è quello di mantenere le temperature interne alla Sojuz (sia del modulo orbitale che quello di servizio) nei limiti di accettabilità, raffreddando le apparecchiature elettroniche in uso che producono calore.

Perdita del liquido refrigerante dalla Sojuz MS-22

Durante il periodo in cui è attraccata alla ISS la Sojuz viene disattivata quindi non deve dissipare calore; ciò però non vale durante la fase di rientro sulla Terra quando la Sojuz è in volo libero. In quella fase la Sojuz e il suo sistema di raffreddamento devono funzionare per dissipare il calore prodotto dai sistemi in uso. Il mancato funzionamento del sistema potrebbe comportare un innalzamento delle temperature; per questo motivo il centro di controllo missione di Roscosmos osservò con attenzione il variare delle temperature nei vari scomparti della Sojuz. Nei giorni successivi all'incidente Roscosmos affermò che le temperature si erano leggermente alzate fino ai 30 °C nel modulo orbitale e a 40 °C nel modulo di servizio, per poi assestarsi intorno ai 30 °C con il passare delle ore.
I veicoli spaziali agganciati sulla ISS, oltre a permettere l'arrivo e il ritorno sulla Terra degli astronauti, forniscono la funzione di scialuppa di salvataggio. Sulla ISS possono verificarsi tre situazioni di emergenza più gravi di altre; esse sono incendio, contaminazione dell'aria (principalmente dovuto alla presenza di ammoniaca) e depressurizzazione. Se uno di questi scenari dovessero essere talmente esteso da mettere a rischio la vita degli astronauti, essi dovrebbero abbandonare la ISS con i propri veicoli. Per questo motivo ogni membro della ISS deve avere per l'intera durata della permanenza sulla ISS un posto assegnato in un veicolo spaziale funzionante agganciato alla ISS tale da permettergli di far ritorno sulla Terra. La Sojuz MS-22 era il veicolo usato dai cosmonauti russi Prokop'ev e Petelin e dell'astronauta statunitense Rubio. Al fine di verificare l'usabilità della Sojuz MS-22 il 16 dicembre i controllori di volo di Roscosmos eseguirono un test dei propulsori del veicolo durante il quale non vennero rilevati problemi mentre il 18 dicembre il Canadarm2 venne manovrato per osservare da vicino il luogo della perdita. Durante quest'ultima investigazione venne notato un piccolo foro sulla superficie del radiatore esterno del veicolo e una variazione di colore intorno alla superficie della perdita. L’ipotesi di Roscosmos era che il foro si fosse formato a seguito dell'impatto con un micrometeorite o detrito spaziale. A causa dell'incidente, l'EVA statunitense pianificata per il 19 dicembre venne rinviata al 21 dicembre.
Nel mese successivo Roscosmos eseguì approfondite valutazioni per capire se la Sojuz fosse sicura per il rientro sulla Terra dell’equipaggio previsto per marzo 2023. La decisione di usabilità o non usabilità venne presa l'11 gennaio quando Roscosmos dichiarò la Sojuz MS-22 non sicura per un ritorno nominale in atmosfera. La preparazione per il lancio della Sojuz MS-23 previsto per marzo 2023 venne accelerato per poter lanciare il veicolo sostitutivo il prima possibile mentre l'equipaggio originario della Sojuz MS-23 (Kononenko, Čub e O'Hara) venne spostato alla Sojuz MS-24. Il lancio della Sojuz MS-23 venne inizialmente fissato al 20 febbraio 2023 e poi rinviato di alcuni giorni. Fino al docking della Sojuz MS-23, la Sojuz MS-22 rimase la scialuppa di salvataggio di Prokop'ev e Petelin mentre Rubio, a seguito di analisi svolte da NASA e SpaceX, in caso di emergenza sarebbe rientrato a bordo della SpaceX Crew-5. Questo avrebbe permesso di alleggerire il carico termico che la Sojuz MS-22 avrebbe dovuto sopportare in caso di rientro d'emergenza. Il 17 gennaio il seggiolino di Rubio venne spostato dalla Sojuz MS-22 alla Crew Dragon Endurance. Inoltre, con l'invio della nuova Sojuz il rientro sulla Terra di Prokop'ev, Petelin e Rubio, originariamente previsto per marzo, venne rimandato di sei mesi, a settembre 2023. Con il lancio della Sojuz MS-23 del 24 febbraio e il suo conseguente arrivo sulla ISS due giorni dopo, il 2 marzo Prokop'ev e Petelin trasferirono i loro seggiolini dalla Sojuz MS-22 alla Sojuz MS-23, facendola diventare la loro nuova scialuppa di salvataggio. Lo spostamento del seggiolino di Rubio dalla Crew Dragon Endurance alla Sojuz MS-23 è previsto per il 6 marzo.

### Secondo PDAM della missione
Il 21 dicembre era prevista l'EVA USOS 83 che sarebbe dovuta essere svolta dagli astronauti Rubio e Cassada ma durante le attività di vestizione il Centro di controllo di Houston venne avvisato di una possibile collisione tra la Stazione spaziale internazionale e un detrito spaziale. Per permettere l'esecuzione di un PDAM e l'allontanamento dal luogo di impatto, il direttore di volo di Houston annullò l'EVA. Senza l'accensione dei motori della Progress MS-20, che durò 10 minuti e 21 secondi, un frammento dello stadio superiore di un Fregat-SB russo sarebbe passato a meno di 400 metri dalla ISS mettendo a rischio la sicurezza della ISS e del suo equipaggio. L'EVA venne rinviata di 24 ore.

### EVA 4 (USOS 83)
Dopo diversi rinvii, il 22 dicembre gli astronauti Rubio (EV1) e Cassada (EV2) uscirono dalla ISS per oltre sette ore, durante le quali installarono il quarto pannello solare iROSA sul segmento P4 del Truss per migliorare il canale di alimentazione 4A. Gli astronauti Mann e Wakata, rimasti all'interno della ISS, aiutarono il duo nella vestizione e svestizione delle tute EMU e li supportarono manovrando il braccio robotico Canadarm2 durante l'installazione dell'iROSA.

### Undocking della Dragon CRS-26
Alla conclusione di una missione di 43 giorni, il 9 gennaio 2023 il veicolo cargo Dragon CRS-26 riempito di campioni di esperimenti scientifici e attrezzature da riportare a Terra eseguì un undocking dal modulo Harmony. Nelle ore successive fece ritorno sulla Terra dispiegando i paracadute sopra l'oceano atlantico poco prima di ammarare vicino alle coste della Florida. Le due tonnellate di carico vennero prese in carico dal personale di SpaceX e della NASA per consegnarle il prima possibile al Kennedy space center della NASA.

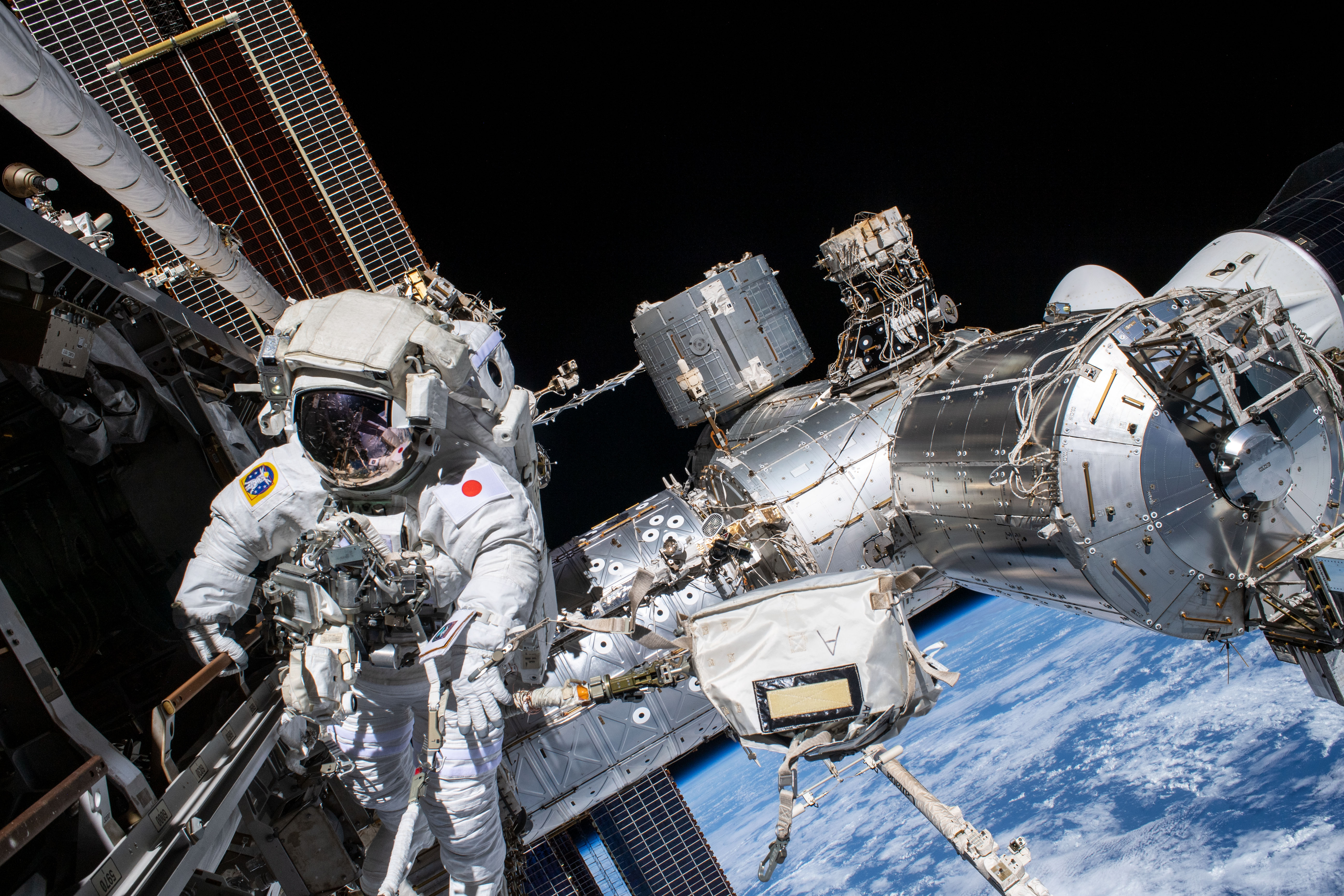
Koichi Wakata all'esterno della ISS durante l'attività extraveicolare del 2 febbraio

### EVA 5 (USOS 84)
Il 20 gennaio gli astronauti Wakata (EV1) e Mann (EV2) uscirono dalla ISS per sette ore e ventuno minuti per installare le strutture di due nuovi pannelli solari iROSA che verranno installati durante le EVA successive per aggiornare i canali di alimentazione 1A e 1B. Fino a quel momento erano stati installati quattro dei sei pannelli iROSA che aggiorneranno il sistema elettrico del segmento americano della ISS.

### EVA 6 (USOS 85)
Mann (EV1) e Wakata (EV2) svolsero un'altra EVA il 2 febbraio per completare l'installazione della struttura del canale di alimentazione 1A iniziata nell'EVA del 20 gennaio.

### Lancio e docking della Progress MS-22
Il veicolo cargo Progress MS-22 venne lanciato dal Cosmodromo di Bajkonur il 9 febbraio per consegnare all'equipaggio della ISS tre tonnellate di rifornimenti. A seguito di due giorni di viaggio, la Progress raggiunse la ISS eseguendo un docking automatico al modulo Zvezda sotto la supervisione dei cosmonauti Prokop'ev e Petelin. Il veicolo resterà agganciato alla ISS per sei mesi, durante i quali verrà usato per innalzare l'orbita della ISS che decade continuamente per l'attrito con l'atmosfera terrestre.

### Perdita della Progress MS-21
Durante le procedure di avvicinamento della Progress MS-22 il Centro di controllo missione di Roscomos rilevò una depressurizzazione nel circuito di raffreddamento del veicolo cargo Progress MS-21 attraccato al modulo Poisk arrivato alla ISS nell'ottobre 2022 e che avrebbe dovuto lasciare la ISS la settimana successiva. Appena due mesi prima era avvenuto un incidente analogo al veicolo Sojuz MS-22. Per aiutare nell'indagine avviata da Roscosmos, la NASA mise a disposizione il braccio robotico Canadarm2 per fotografare la Progress da vicino.

### Undocking della Progress MS-21

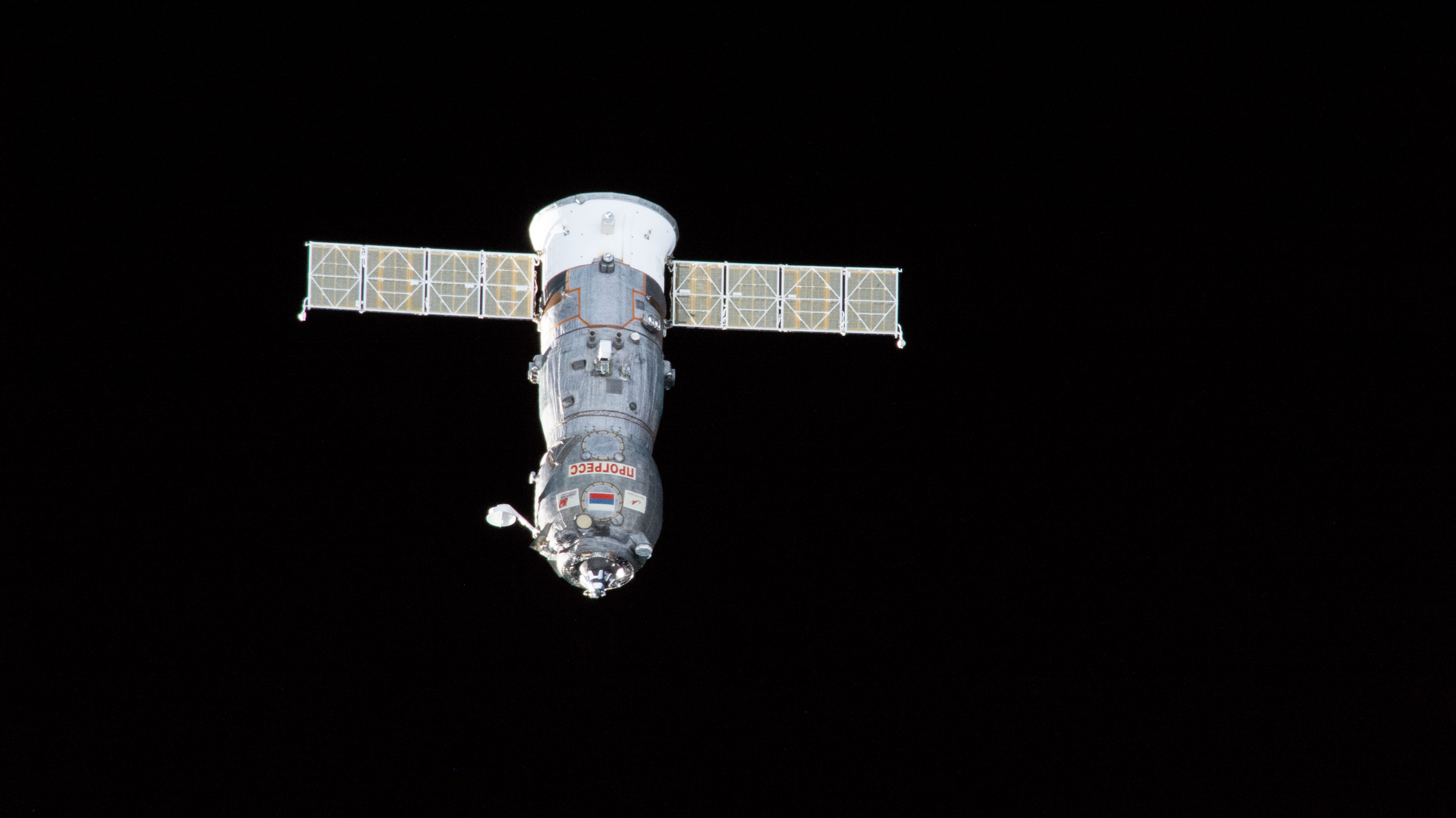
La Progress MS-21 durante l'undocking dalla ISS

Roscosmos decise di proseguire con l'undocking pianificato della Progress MS-21 da Poisk del 17 febbraio. Durante l'undocking i cosmonauti Prokop'ev e Petelin inviarono dei comandi alla Progress per farla ruotare e effettuare ulteriori ispezioni visive della presunta zona della perdita. Purtroppo questa procedura non rilevò la posizione e la causa della perdita, perciò prima di proseguire con il deorbit burn previsto per il rientro in atmosfera Roscosmos si riunì per decidere se far eseguire un nuovo docking alla Progress sulla ISS per ulteriori indagini. Il giorno successivo Roscosmos decise di procedere con il deorbit burn e non eseguire ulteriori indagini. 

### Lancio e docking della Sojuz MS-23
Il veicolo Sojuz MS-23 venne lanciato senza equipaggio il 23 febbraio dal Cosmodromo di Bajkonur in Kazakistan. Effettuò un docking autonomatico due giorni dopo al modulo Poisk consegnando provviste per l'equipaggio della Sojuz MS-22 per la missione estesa a un anno. Lo scopo principale della Sojuz MS-23 era quello di sostituire la Sojuz MS-22 che nel dicembre 2022 era diventata inutilizzabile a causa della depressurizzazione del sistema di raffreddamento e permettere il ritorno sulla Terra di Prokop'ev, Petelin e Rubio nel settembre 2023. La Sojuz MS-22 si sgancerà dalla ISS alla fine di marzo 2023 per far ritorno sulla Terra per essere smontata e analizzata dagli specialisti di RKK Ėnergija per identificare la causa dell'incidente.

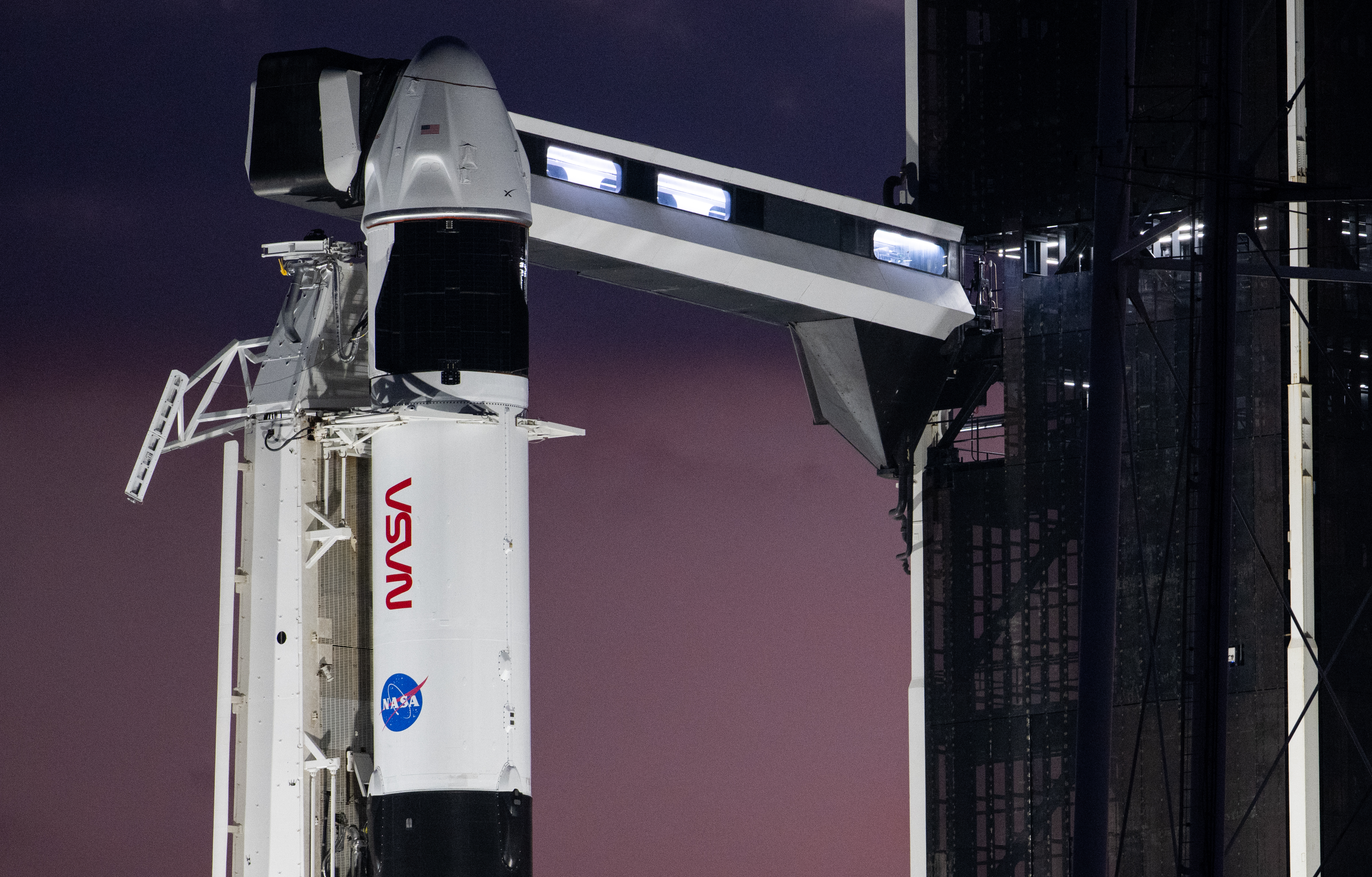
La Crew Dragon Endeavour in cima al vettore Falcon 9 pochi giorni prima del lancio

### Lancio e docking della SpaceX Crew-6
Il lancio della SpaceX Crew-6 con il comandante Stephen Bowen, il pilota Warren Hoburg e gli specialisti di missione Sultan Al Neyadi e Andrej Fedjaev era previsto per il 27 febbraio ma pochi minuti prima del lancio i controllori di volo rilevarono dei problemi al sistema di accensione dei motori e rinviarono il lancio. Il secondo e ultimo tentativo avvenne il 2 marzo quando il vettore con a bordo la Crew Dragon Endeavour lasciò la rampa di lancio 39 del Kennedy space center. Poco dopo il lancio venne rilevato un problema all'apertura dell'ogiva, procedura indispensabile per effettuare il docking con la ISS, ma venne risolto passando al sistema di backup. Il giorno successivo, durante le procedure di docking, quando il veicolo si trovava a 20 metri dalla ISS un sensore difettoso di uno dei ganci del sistema di docking fece scattare un allarme. La procedura di docking venne momentaneamente interrotta mentre i controllori di volo di SpaceX modificavano il software per isolare il sensore difettoso. Una mezz'oretta dopo il software venne aggiornato e l'equipaggio della Dragon ricevette il via libera a completare la procedura di docking che avvenne senza ulteriori problemi. Il portellone della Endeavour venne aperto qualche ora dopo, a seguito dei controlli di tenuta della pressione tra ISS e Crew Dragon. I membri dell'Expedition 68 rimasero 11 per la settimana seguente fino all'undocking della SpaceX Crew-5 dell'11 marzo 2023.

### Undocking della SpaceX Crew-5
L'undocking della SpaceX Crew-5 dalla Stazione spaziale internazionale avvenne l'11 marzo dal boccaporto nadir del modulo Harmony. Circa 19 ore dopo l'undocking, quattro minuti prima dell'ammaraggio il paracadute pilota si dispiegò a cinque chilometri e mezzo di altitudine mentre la Crew Dragon viaggiava a 560 km/h, facendo dispiegare un minuto dopo il paracadute principale. Il veicolo ammarò nel Golfo del Messico al largo delle coste della Florida, concludendo 157 giorni di missione.

### Lancio della Dragon CRS-27
L'ultima missione di rifornimento della missione venne svolta dalla Dragon CRS-27 lanciata il 15 marzo 2023 dal Complesso di lancio 39 del Kennedy Space Center a bordo di un lanciatore Falcon 9. Il veicolo conteneva più di 3000 kg di esperimenti scientifici, hardware e beni per l'equipaggio dell'Expeditions 68 e Expedition 69. Eseguì un docking automatico al boccaporto anteriore del modulo Harmony il 16 marzo. Rimase agganciata alla ISS per un mese.

### Undocking della Sojuz MS-22
Il 28 marzo 2023 il veicolo senza equipaggio Sojuz MS-22 eseguì un undocking dalla ISS per far ritorno sulla Terra qualche ora dopo in modo non distruttivo e poter essere analizzato dagli specialisti a Terra. Ciò portò alla conclusione dell'Expedition 68 e inizio dell'Expedition 69; non avvenne nessun cambio di comando visto che Prokop'ev rimase il comandante della ISS anche durante l'Expedition 69.

## Riepilogo dei veicoli in visita
Lista degli eventi (docking o berthing) dei veicoli di rifornimento o con equipaggio in visita alla Stazione spaziale internazionale durante l'Expedition 68 in ordine cronologico. I veicoli che si sono sia agganciati sia sganciati durante la missione sono riportati due volte.
| Veicolo        | Missione             | Evento            | Boccaporto di aggancio | Data di aggancio  | Data di sgancio   |
| -------------- | -------------------- | ----------------- | ---------------------- | ----------------- | ----------------- |
| SpaceX Crew-5  | Trasporto equipaggio | Docking           | Harmony forward        | 6 ottobre 2022    | 11 marzo 2023     |
| SpaceX Crew-4  | Trasporto equipaggio | Undocking         | Harmony zenith         | 27 aprile 2022    | 14 ottobre 2022   |
| Progress MS-19 | Rifornimento         | Undocking         | Poisk                  | 17 febbraio 2022  | 23 ottobre 2022   |
| Progress MS-21 | Rifornimento         | Docking           | Poisk                  | 28 ottobre 2022   | 18 febbraio 2023  |
| Cygnus NG-18   | Rifornimento         | Berthing          | Unity                  | 9 novembre 2022   | 21 aprile 2023    |
| SpaceX CRS-26  | Rifornimento         | Docking/Undocking | Harmony forward        | 27 novembre 2022  | 9 gennaio 2023    |
| Progress MS-22 | Rifornimento         | Docking           | Zvezda                 | 11 febbraio 2023  | 20 agosto 2023    |
| Progress MS-21 | Rifornimento         | Undocking         | Poisk                  | 28 ottobre 2022   | 17 febbraio 2023  |
| Sojuz MS-23    | Trasporto equipaggio | Docking           | Poisk                  | 25 febbraio 2023  | 27 settembre 2023 |
| SpaceX Crew-6  | Trasporto equipaggio | Docking           | Harmony                | 3 marzo 2023      | 3 settembre 2023  |
| SpaceX Crew-5  | Trasporto equipaggio | Undocking         | Harmony zenith         | 6 ottobre 2022    | 11 marzo 2023     |
| SpaceX CRS-27  | Rifornimento         | Docking           | Harmony forward        | 16 marzo 2023     | 15 aprile 2023    |
| Sojuz MS-22    | Trasporto equipaggio | Undocking         | Rassvet                | 21 settembre 2022 | 28 marzo 2023     |